# Monodrama
«Monodrama» (en hangul, 모노드라마; en hanja, 独角戏), es un sencillo grabado por el cantante chino Lay. Fue publicado el 27 de mayo de 2016 por S.M. Entertainment para el proyecto SM Station.

## Antecedentes y lanzamiento
Producido por Lay y Devine Channel, «Monodrama» se describe como una canción de R&B con una guitarra acústica detallada y una melodía de piano suave con letras que expresan las emociones de un hombre que siente dolor debido a un amor no correspondido. «Monodrama» es la primera canción en chino de SM Station. Fue lanzada oficialmente el 27 de mayo de 2016.

## Vídeo musical
El vídeo musical de «Monodrama» fue lanzado oficialmente el 27 de mayo de 2016. El vídeo musical presenta a Lay, donde recibió muchos elogios del personal por su actuación, el vídeo también presenta a los modelos Kim Jong Hoon y Shim So Young.

## Actuación en vivo
Lay interpretó «Monodrama» en vivo en la gira de EXO, EXO Planet 3 ─ The EXO'rDIUM. Posteriormente, Lay interpretó la canción en Star Show 360, un programa de variedades de la cadena MBC Every 1.

## Lista de canciones
| N.º | Título               | Letras  | Música              | Duración |  |
| 1.  | «Monodrama» (独角戏) | Lay, CC | Lay, Devine Channel | 04:05    |  |
| 2.  | «Monodrama» (Inst.)  |         | Lay, Devine Channel | 04:05    |  |

## Recepción
Tras el lanzamiento, «Monodrama» ocupó el primer puesto en VChart China, iTunes Singapur, Hong Kong, Taiwán, Tailandia, Malasia, Vietnam y Japón. Ocupó el segundo lugar en Filipinas y EE. UU. y el tercer lugar en Indonesia.
«Monodrama» ocupó el primer lugar en China V Chart de Billboard durante cinco semanas consecutivas.
El vídeo musical ha roto el récord de varias listas en solo dos días, donde ganó 1 968 909 visitas en 48 horas.
La canción ocupó el puesto cuarto puestos en las TOP 100 Canciones de 2016 de YinYueTai (China) V Chart. «Monodrama» también ocupó el segundo lugar en el Top 40 Music Chart de fin de año de Alibaba en 2016. Ocupó el séptimo puesto en los 100 mejores sencillos más populares de Xiami en 2016 en China.

## Posicionamiento en listas
| Lista (2016)                         | Mejor posición |
| ------------------------------------ | -------------- |
| China (China V Chart)                | 1              |
| Corea del Sur (Gaon)                 | 155            |
| Estados Unidos (World Digital Songs) | 5              |

## Historial de lanzamiento
| Región        | Fecha               | Formato          | Discográfica       |
| ------------- | ------------------- | ---------------- | ------------------ |
|               | 26 de mayo de 2016  | Descarga digital | S.M. Entertainment |
| Corea del Sur | 27 de enero de 2016 | Descarga digital | S.M. Entertainment |